# Pomnik Andrew Jacksona w Waszyngtonie
Pomnik Andrew Jacksona w Waszyngtonie – brązowy pomnik konny na cokole otoczony czterema armatami, znajdujący się na placu Lafayette'a w Waszyngtonie. Autorem pomnika jest amerykański rzeźbiarz Clark Mills. 
Przedstawia generała (późniejszego prezydenta) Andrew Jacksona z szablą u lewego boku i bikornem w prawej dłoni, siedzącego na koniu w pozycji lewada. Monument nawiązuje do zwycięskiej dla Amerykanów (dzięki znakomitemu dowodzeniu przez Jacksona) bitwy pod Nowym Orleanem w 1815 podczas wojny brytyjsko–amerykańskiej. 
Uroczystego odsłonięcia pomnika 8 stycznia 1853 (w 38 rocznicę bitwy) dokonał amerykański senator Stephen A. Douglas.

## Galeria

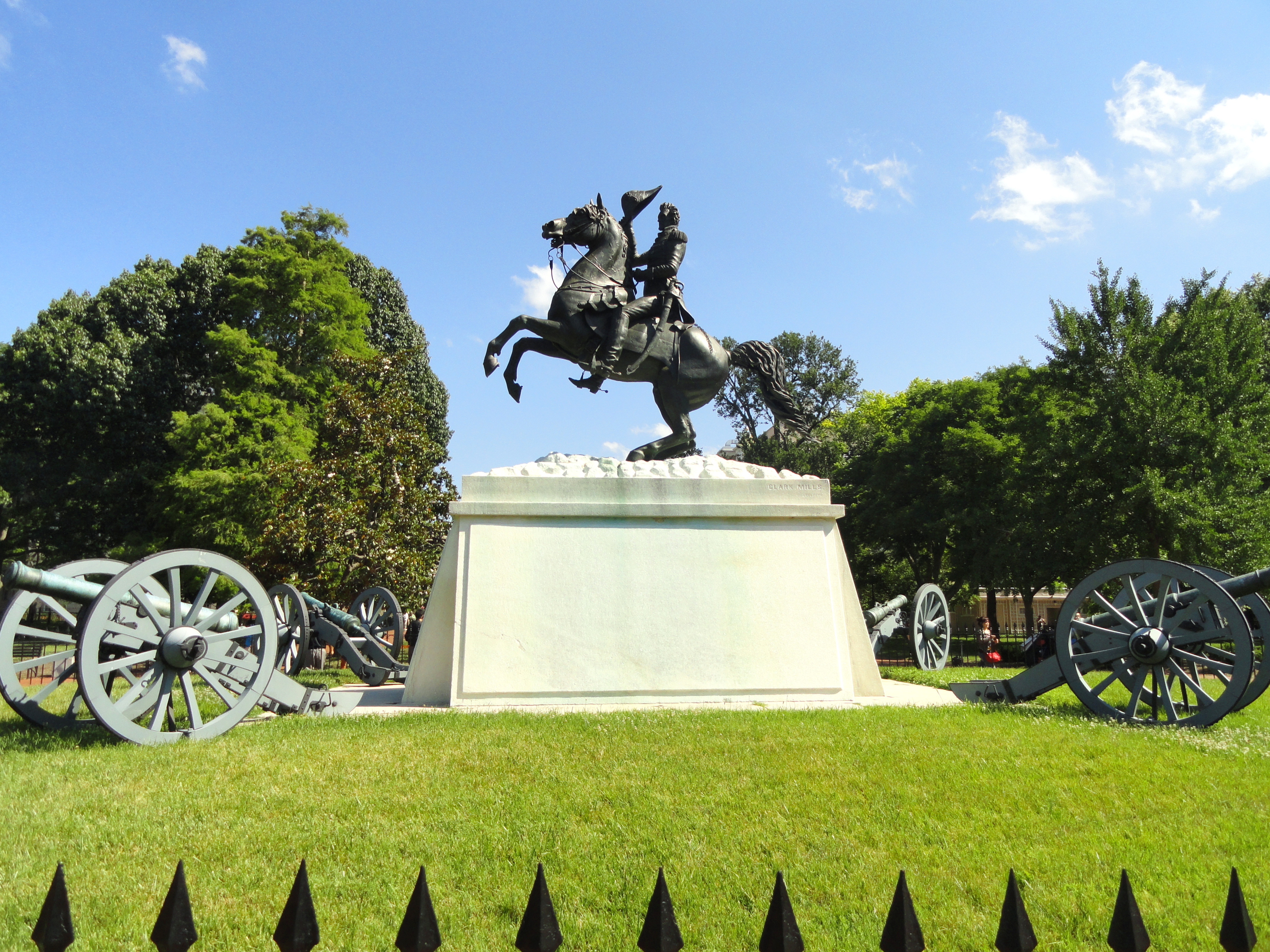
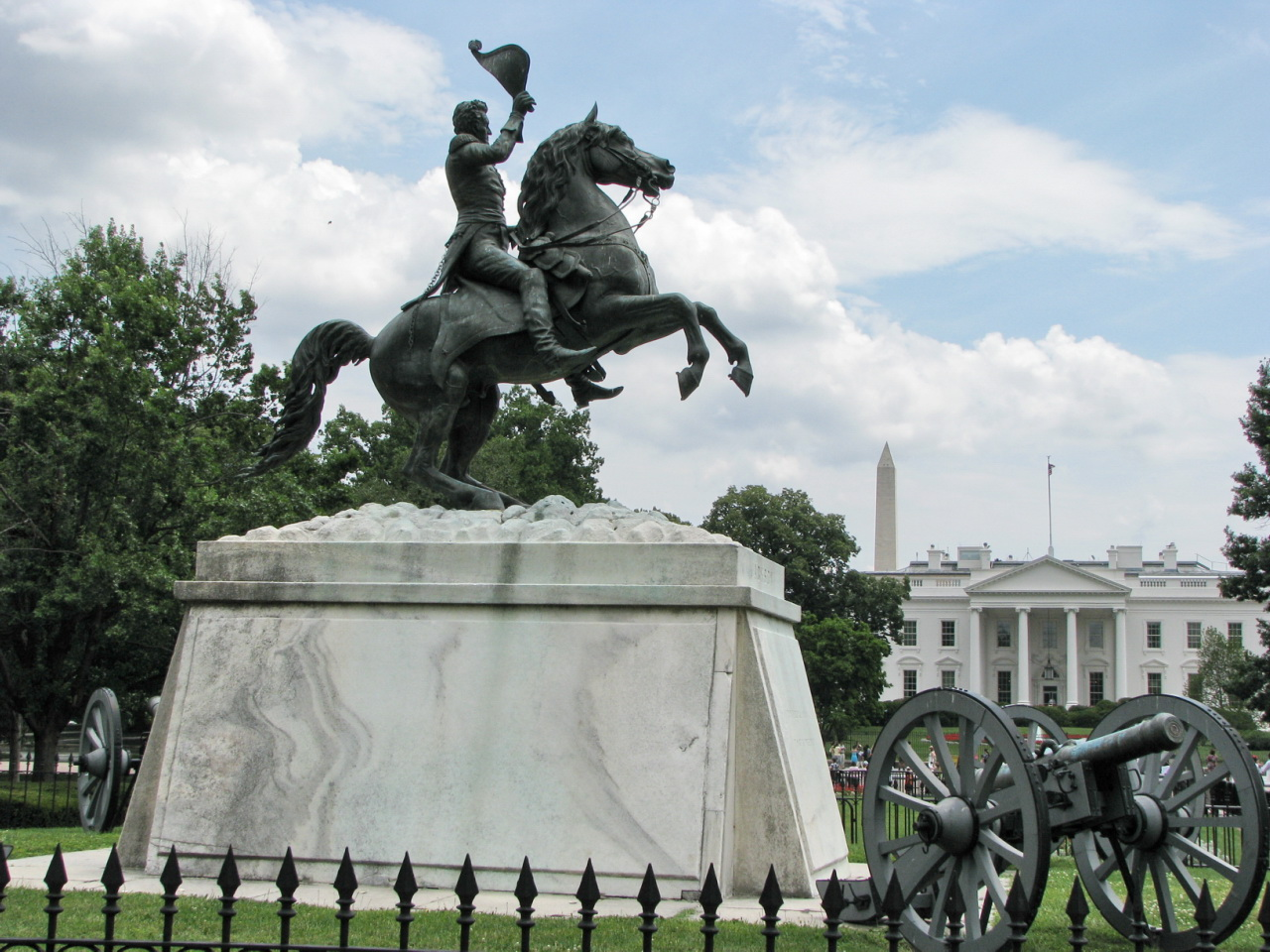
Pomnik Jacksona. W tle Biały Dom i Pomnik Waszyngtona
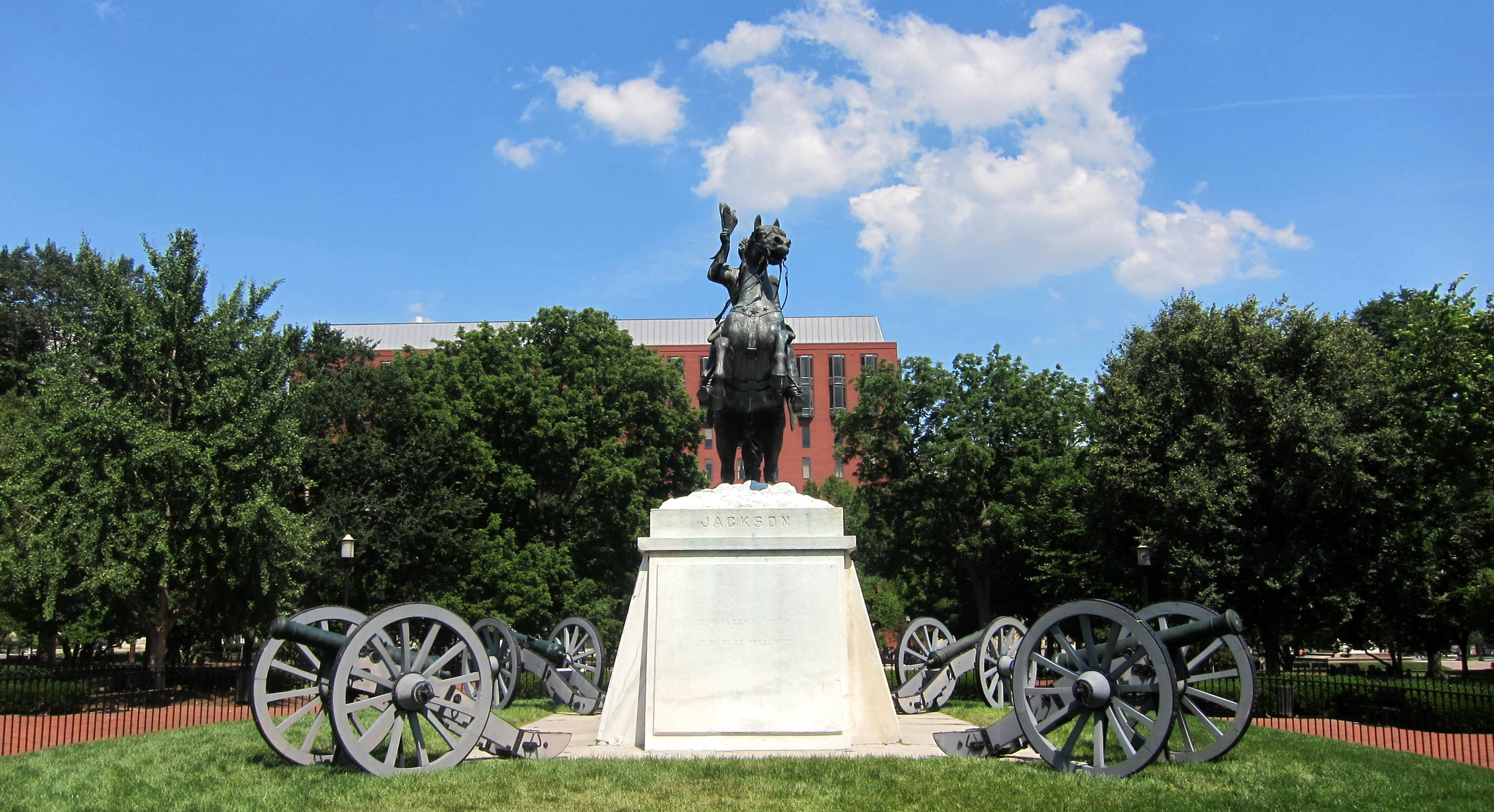